# Dawawa
Le dawawa est une langue austronésienne parlée dans la province de la Baie de Milne en Papouasie-Nouvelle-Guinée.